# Elmshorn
Elmshorn (IPA: [ɛlmsˈhɔʁn]) é uma cidade da Alemanha localizada no distrito de Pinneberg, estado de Schleswig-Holstein.
Está localizada a 32 km ao norte de Hamburgo, pelo rio Krückau, perto do Elba. É a sexta maior cidade no Estado. Elmshorn tem um shopping center e uma área de comércio no centro da cidade, chamada de Buttermarkt. Há pequenas fazendas e lugares para locações de cavalos.
É o local de nascimento do escritor Hermann Schlüter (1851-1919), do matemático Hermann Weyl (1885-1955), do medievalista Heinz Woehlk e da Miss Alemanha 2008 Madina Taher.

## Economia e indústria
Historicamente, Elmshorn tem muitas companhias na indústria dos alimentos, incluindo processamento de cereais, produção de salsichas, produção de margarinas etc. As principais indústrias são a Dölling-Hareico (salsichas e cevada) e Kölln (cereal, aveia e muesli).
Brigitte Fronzek é a atual Prefeita de Elmshorn.